# Pîșkî, Stara Sîneava
Pîșkî (în ucraineană Пишки) este un sat în comuna Ojarivka din raionul Stara Sîneava, regiunea Hmelnîțkîi, Ucraina.

## Demografie
Componența lingvistică a localității Pîșkî
     Ucraineană (100%)
Conform recensământului din 2001, toată populația localității Pîșkî era vorbitoare de ucraineană (100%).